# Lysingbi
Lysingbi (Macropis europaea) är en biart som beskrevs av Warncke 1973. Lysingbi ingår i släktet lysingbin, och familjen sommarbin. Inga underarter finns listade.

## Beskrivning
Biet har svart grundfärg och en kroppslängd på mellan 8 och 9 mm. Honan har gles, övervägande ljus kroppsbehåring. 3:e till 5:e tergiten har smala, vita hårband i bakändarna; på det 5:e segmentet är bandet dock avbrutet (svart) i mitten. Hon har dessutom tydlig, gulvit behåring på baksvenbenen. Hanen liknar honan, men har en gul mask i ansiktet nedanför antennbaserna. Honans tydliga, vita behåring på bakskenbenen saknas hos hanen.

## Ekologi
Som det svenska trivialnamnet lysingbi antyder är arten specialiserad på att hämta pollen och växtolja till larverna från lysingsläktet i familjen ardisiaväxter, främst strandlysing och praktlysing. Nektar kan den emellertid hämta från flera olika växtfamiljer som ärtväxter (käringtand), rosväxter (björnbär, blodrot och småborrar), dunörtsväxter (rosendunört), flockblommiga växter (björnloka), kransblommiga växter (myntor), korgblommiga växter (röllika, åkertistel, molkearter, klintarter och sommarfibbla), nejlikväxter (sprödarv) samt svaltingväxter (Gotlandssvalting).. Lysingsläktet har inga nektargömmen; däremot producerar växten en olja, som bina också samlar. Flygperioden sträcker sig från juni till augusti för hanar, juli till september för honor. Lysingbiets habitat är påverkat av det faktum att strandlysingen är en fuktighetskrävande växt; det kan dock återfinnas i många olika naturtyper, som dammvallar, flodbankar, mossar samt även trädgårdar, parker och skogsbryn, under förutsättning att värdväxtens krav på fuktighet är uppfyllt.

### Fortplantning
Boet grävs gärna i glesbevuxna, solbelysta slänter på sand eller sandblandad jord. Det består av en kort, diagonal huvudgång med två till tre sidogångar, som avslutas med en larvcell. Cellerna kläs in med en vaxliknande substans. Det förekommer att det kleptoparasitiska biet brokadbi snyltar på bona. Detta bi har kommit till Sverige under 2020-talet, och litet är känt om dess utbredning där.

## Utbredning
Lysingbiet finns i Europa från Storbritannien i väster till Ryssland (Moskvatrakten) i öster, och från Iberiska halvön, Italien och Balkan i söder till Sverige och Finland i norr. Utanför Europa når arten till Kazakstan och östra Mongoliet.
I Sverige finns lysingbiet från Götaland, Svealand och södra Norrland. I västra delarna av landet går nordgränsen till mellersta Dalarna, längs ostkusten till Sundsvall.
I Finland finns arten från Åland och sydkusten norrut till Mellersta Finland och Norra Savolax samt längs västkusten upp till sydvästra Lappland.

## Status
IUCN kategoriserar arten globalt som livskraftig; de framhåller dock att lysingväxternas nedgång till följd av utdikning och annat markutnyttjande är ett hot mot arten. Arten är dock klassificerad som livskraftig ("LC") i Sverige och Finland

## Bildgalleri

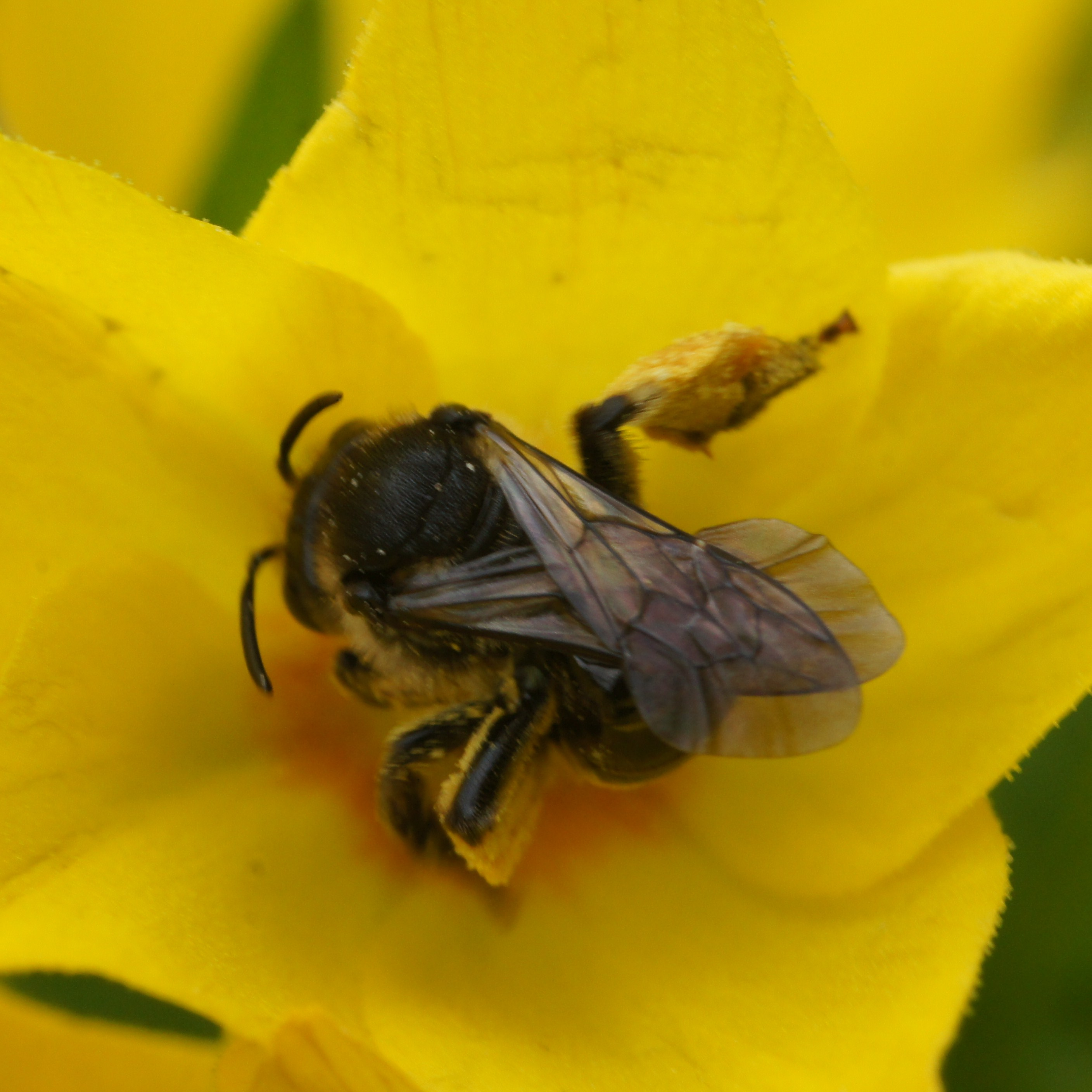
Hona från Skåne.
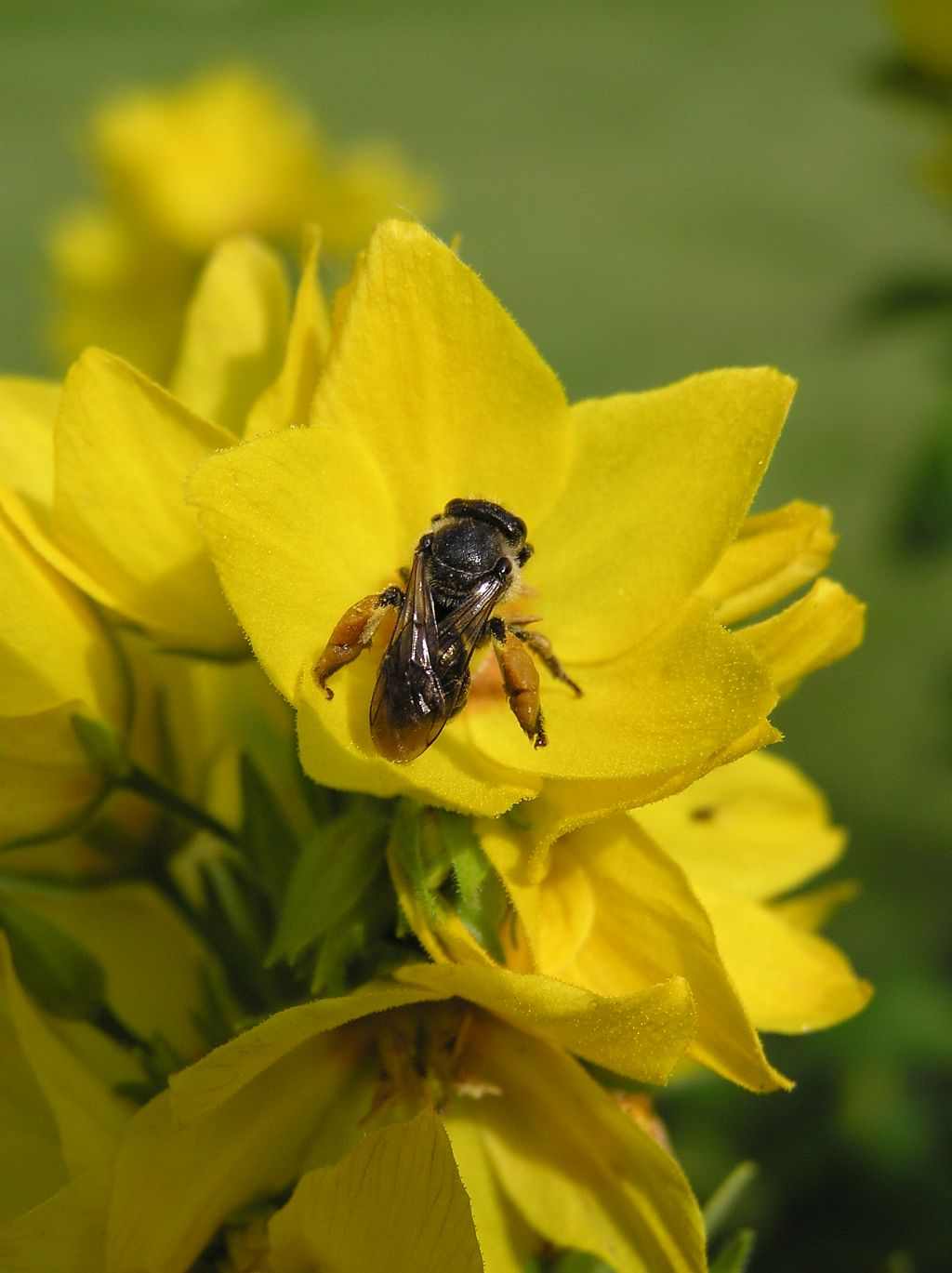
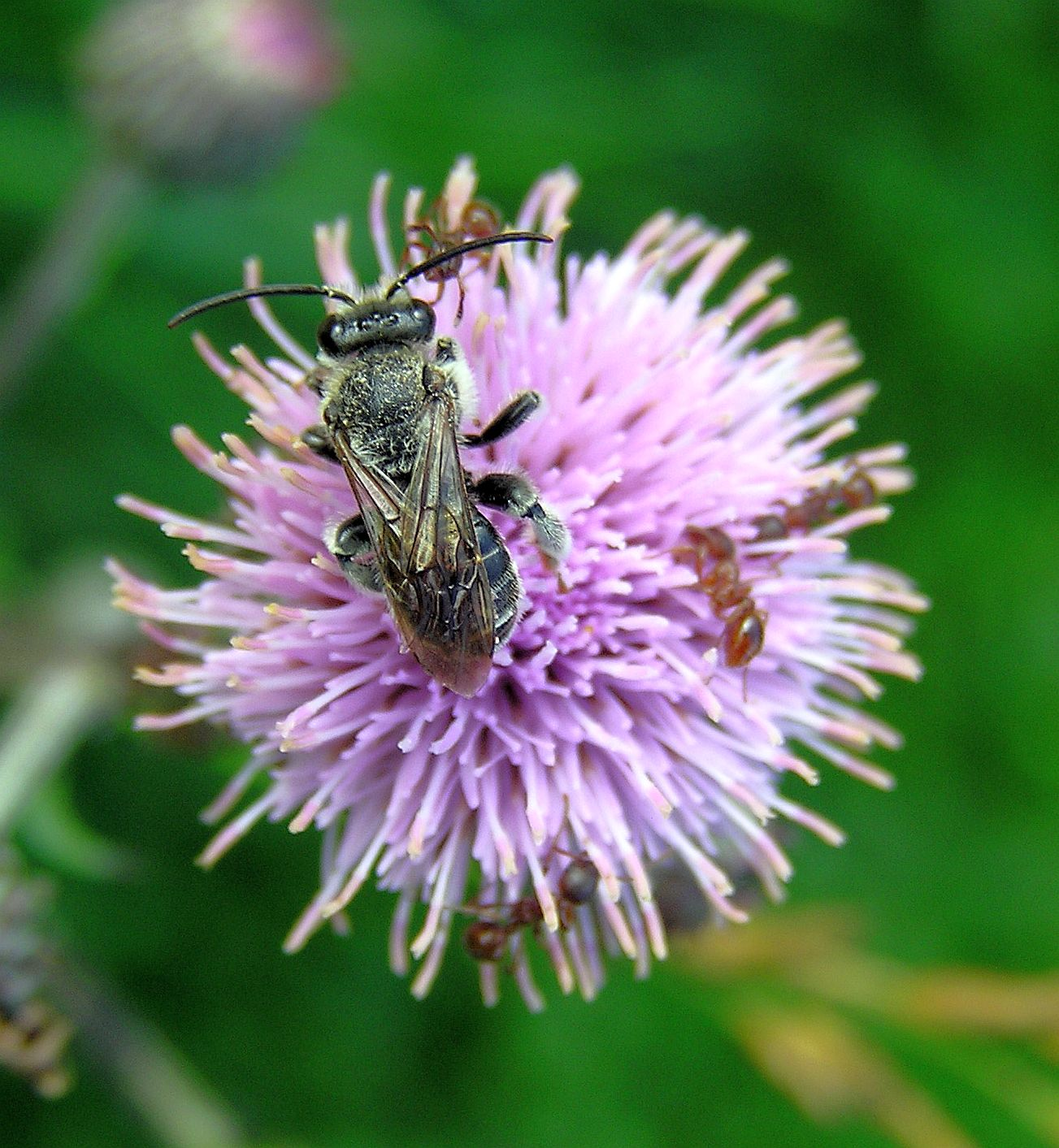
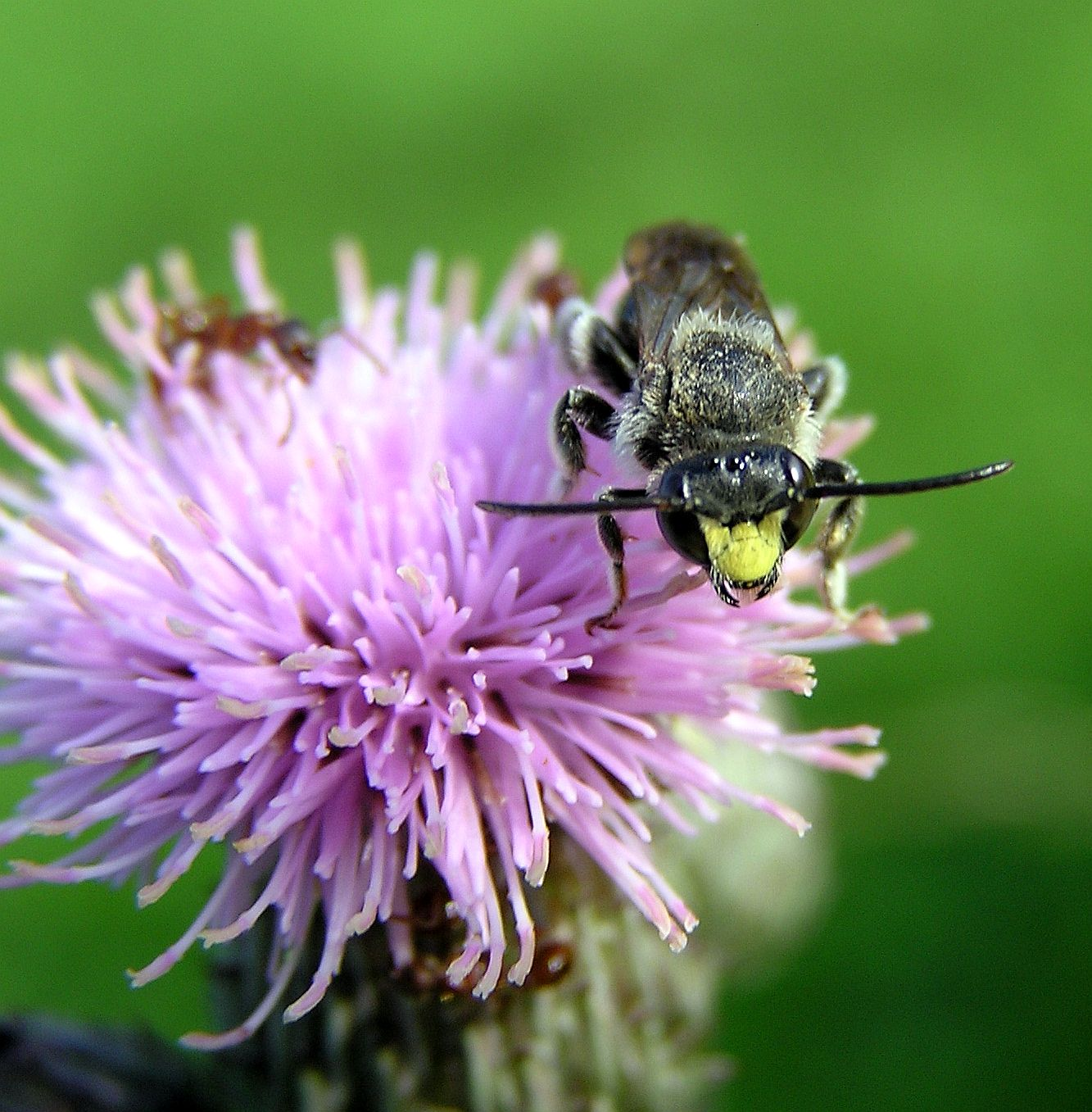
Hane.